# Иванов, Леонид Иннокентьевич
Леонид Иннокентьевич Иванов (род. 16 марта 1963) — советский и российский футболист, полузащитник. Заслуженный тренер Республики Бурятия по футболу.
Начал заниматься футболом с 11 лет, первый тренер Николай Гурьянович Трифонов. С 17 лет — в команде второй лиги «Локомотив» Улан-Удэ. Всю карьеру провёл в этом клубе, с 1984 года называвшегося «Селенга». В 1981—1993, 1995—1996 годах в низших лигах СССР и России провёл 320 матчей, забил 34 гола.
Тренировал группу подготовки. В 2000—2003 годах — помощник главного тренера, в 2002 году, с июля — исполняющий обязанности главного тренера «Селенги». В 2003 году, в возрасте 40 лет провёл 11 матчей во втором дивизионе.
С 2004 года работает в ФК «ВСГУТУ».
Факелоносец эстафеты олимпийского огня зимних Олимпийских игр 2014 года в Сочи.